# Bóka Éva
Bóka Éva (Budapest, 1955. június 2. –) magyar történész, egyetemi tanár.

## Életpályája
1978-ban diplomázott az Eötvös Loránd Tudományegyetem Bölcsészettudományi Kar orosz-történelem szakán. 1979–1986 között bibliográfus; a Világtörténet folyóirat szerkesztőségi titkára és a Magyar Tudományos Akadémia Történettudományi Intézet munkatársa volt. 1983-ban egyetemi doktor lett. 1986–2006 között független kutató és tanár volt. 1990–1994 között az Amszterdami Egyetem Kelet-Európai Intézetének kutatójaként dolgozott. 1996–2001 között kutatott és oktatott az Európai Unió által támogatott PHARE projekt keretében az Eötvös Loránd Tudományegyetem Európa Tanulmányok Központjában. 1997-ben PhD. fokozatot szerzett az Eötvös Loránd Tudományegyetemen. 2002–2005 között az Európai Szemle nemzetközi tudományos csoportjával dolgozott együtt. 2002-ben, 2006-ban és 2012-ben a Pécsi Tudományegyetem Multidiszciplináris Doktori Iskola Történelmi Doktori Programjában az európai egység eszméjének és az európai integrációnak a történetéről tartott előadásokat. 2005–2010 között a Budapesti Corvinus Egyetem Nemzetközi Kapcsolatok Intézetének MA képzésén az Európai Integráció elmélete és gyakorlata című kurzust oktatta magyar és Erasmus hallgatóknak angol nyelven. 2007-ben habilitált a Pécsi Tudományegyetemen. 2010-ben részt vett a Társadalmi és Európai Tanulmányok Intézete Alapítvány (Kőszeg) oktatói tevékenységében. 2010–2017 között a Budapesti Corvinus Egyetem Nemzetközi Doktori Iskolájában az európai egység eszméjének politikatörténetét, az európai integráció elméletét és gyakorlatát, valamint az Európa újragondolása tematikát oktatta. 2011-ben a Budapesti Corvinus Egyetem tiszteletbeli egyetemi docense lett. 2014–2018 között meghívott oktató volt az Eötvös Lóránd Tudományegyetem Állam- és Jogtudományi Karának Politikatudományi Intézetében.

## Művei
- Európa és a törökök (Válogatás a török hatalom megdöntésére született 16-17. századi tervekből) (Europe and Turks, selected plans to conquer the Ottoman empire in the 16-17th centuries) (Világtörténet, 1983)
- Francia vélemények Buda 1686.-i ostromáról (French views on the siege of Buda in 1686) (Nógrád Megyei Múzeumok Évkönyve, Salgótarján, 1987)
- Sobieski és Thököly kapcsolatai Bécs ostroma után (1683 szeptember-december) (The relationship between Sobieski and Thököly after the siege of Vienna), In: Bécs 1683. évi török ostroma és Magyarország (The Ottoman siege of Vienna in 1683 and Hungary), Szerkesztők: Benda Kálmán, R. Várkonyi Ágnes (Akadémiai Kiadó, Budapest, 1988)
- Az európai egységgondolat fejlődéstörténete (The history of the idea of European unity) (Napvilág Kiadó, Budapest, 2001)
- Jászi Oszkár gondolatai Európa egységéről (The ideas of Oszkár Jászi on the unity of Europe) (Európai Szemle, 13. 2002)
- Karl Renner európai föderalizmusa (The European federalism of Karl Renner) (Történelmi Szemle, XLIV. 2002)
- Eötvös József föderalizmusról, emberi jogokról és önrendelkezésről (József Eötvös on federalism, human rights, and self-determination) (Múltunk, 2003)
- Európa és az Oszmán Birodalom a 16-17. században (Az európai egységgondolat politikai eszmetörténetének kezdetei) (Europe and the Ottoman Empire in the 16th and 17th century (The political ideological history of the idea of European unity) (L'Harmattan Publisher; Budapest-Párizs, 2004)
- Út a nemzetekfelettiséghez (Történelmi visszapillantás) (The way to supranationalism (A historical survey) (Európai Szemle, 15. 2004)
- A föderalista Európa eszméje a háború után (The idea of federalist Europe after the war) (Európai Szemle, 15. 2004)
- Auer Pál európai föderalizmusa (The European federalism of Pál Auer). In: A Kárpát-medencei népek együttélése a 19-20. században. Tudományos konferencia kiadvány. Szerkesztők: Egry Gábor és Feitl István (Napvilág, Budapest, 2005)
- Richard N. Coudenhove-Kalergi föderalizmusa (The federalism of Richard N. Coudenhove-Kalergi) (Európai Szemle, 16. 2005)
- Európai integráció és a föderalizmus eszméje (European integration and the idea of federalism) (Európai Tükör, 11. 2006)
- Az európai integráció. Elméletek történelmi perspektívában (Corvina Kiadó, Budapest, 2008)
- Az EU-modell és a nemzetközi kapcsolatok (The EU-model and the international relations) (Európai Tükör, 14. 2009)
- Az EU-modell és egy ázsiai integráció dilemmája (The EU-model and the dilemma of an Asian integration) (Európai Tükör, 15. 2010)
- Az európai föderalizmus alternatívája Közép-Európában, 1849-1945 (The alternative of European federalism in Central-Europe, 1849-1945) (Dialóg Campus Kiadó, Budapest, 2011)
- Búcsú a föderalizmustól? (Goodbye to federalism?) Az EU: problémák és alternatívák (The EU: Problems and Alternatives) (Grotius E-books, Budapest, 2013)
- A modernizáció mint társadalomformáló eszme: Európa és Ázsia (Modernization as an idea shaping the society: Europe and Asia) (Társadalomkutatás, 32. 2014)
- Modernizáció és értékrend: A nyugati világ, Törökország és Kelet-Ázsia (Modernization and Value System: The Western World, Turkey and East-Asia) (L’Harmattan Publisher, Budapest, 2016)